# Cylindropsyllus
Cylindropsyllus är ett släkte av kräftdjur. Enligt Catalogue of Life ingår Cylindropsyllus i familjen Cylindropsyllidae, men enligt Dyntaxa är tillhörigheten istället familjen Canthocamptidae.
Kladogram enligt Catalogue of Life och Dyntaxa:
| Cylindropsyllus | \| \| Cylindropsyllus kunzi \| \| \| \| \| \| Cylindropsyllus laevis \| \| \| \| \| \| Cylindropsyllus proxima \| \| \| \| \| \| Cylindropsyllus remanei \| \| \| \| |
|                 | \| \| Cylindropsyllus kunzi \| \| \| \| \| \| Cylindropsyllus laevis \| \| \| \| \| \| Cylindropsyllus proxima \| \| \| \| \| \| Cylindropsyllus remanei \| \| \| \| |
|                 | Arenocaris |
|                 | |
|                 | Boreopontia |
|                 | |
|                 | Ichnusella |
|                 | |
|                 | Psammastacus |
|                 | |
|                 | Psammopsyllus |
|                 | |
|                 | Sewellina |
|                 | |
|                 | Cylindropsyllus kunzi |
|                 | |
|                 | Cylindropsyllus laevis |
|                 | |
|                 | Cylindropsyllus proxima |
|                 | |
|                 | Cylindropsyllus remanei |
|                 | |

|  | Cylindropsyllus kunzi   |
|  |                         |
|  | Cylindropsyllus laevis  |
|  |                         |
|  | Cylindropsyllus proxima |
|  |                         |
|  | Cylindropsyllus remanei |
|  |                         |